# Messerschmitt P. 1101
Messerschmitt P. 1101 byl první letoun na světě, který disponoval měnitelnou geometrií křídel.

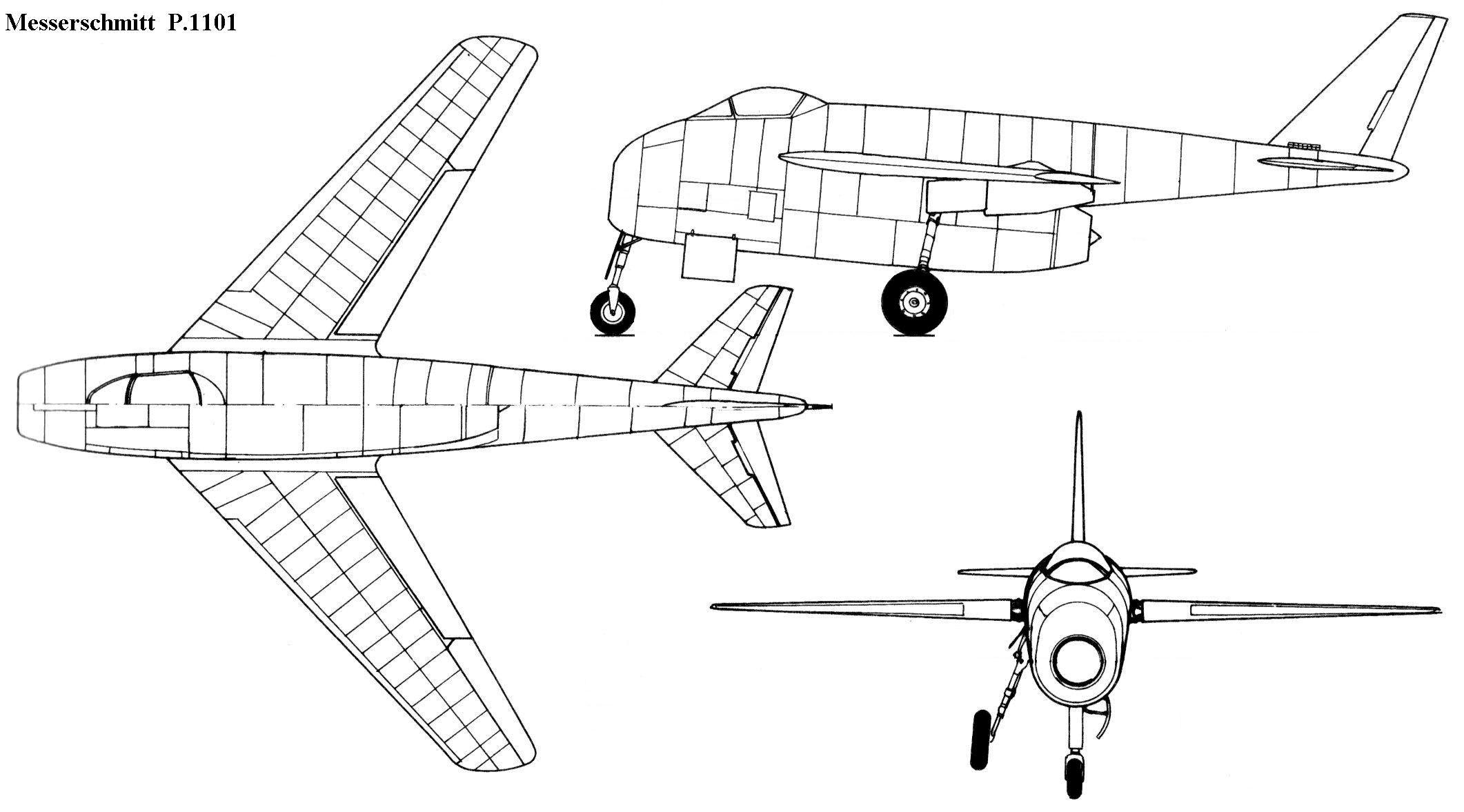
Messerschmitt P.1101

Vznikla díky zadání vrchního velitelství Luftwaffe (OKL – Oberkommando Luftwaffe) z poloviny roku 1944, které požadovalo jednomístnou stíhačku, rychlou 1 000 km/h ve výšce 7.000 m. P.1101 sloužila v první řadě k vyzkoušení křídla s měnitelnou geometrií a neměla být předložena OKL v rámci zadání – pro tento účel byl určen typ Messerschmitt P.1110, který byl vyvíjen později.
Jelikož vhodný motor Heinkel HeS 011 ještě nebyl k dispozici, byl prototyp vybaven motorem Junkers Jumo 004. Křídlo P. 1101 bylo stavitelné v úhlu šípu od 35 ° do 45 ° (ale pouze na zemi). Krátce před dokončením letounu dobyli Američané v dubnu 1945 továrnu Messerschmitt v Oberammergau (tzv. Oberbayerische Forschungsanstalt) a převezli prototyp do USA, kde prošel rozsáhlými testy. Výsledkem byl letoun Bell X-5, který byl od P. 1101 odvozen, ale úhel křídla již mohl měnit i ve vzduchu.
Konstrukční tým společnosti Saab získal koncem války data o letounu P. 1101. Data o konstrukci letounu s šípovým křídlem pak posloužily pro vývoj letounu Saab 29 Tunnan. Dokumentaci k letounu se podařilo získat také Francouzům. Američané měli zájem na získání této dokumentace, ale Francie získané dokumenty zadržovala.

## Varianty
- P.1101 V1 – první prototyp
- P.1101 – plánovaná sériová verze
- P.1101L – návrh letounu s náporovým motorem.[4]
- P. 1101/XVIII-108 – návrh letounu s dvojicí otočných křídel[5]

## Specifikace

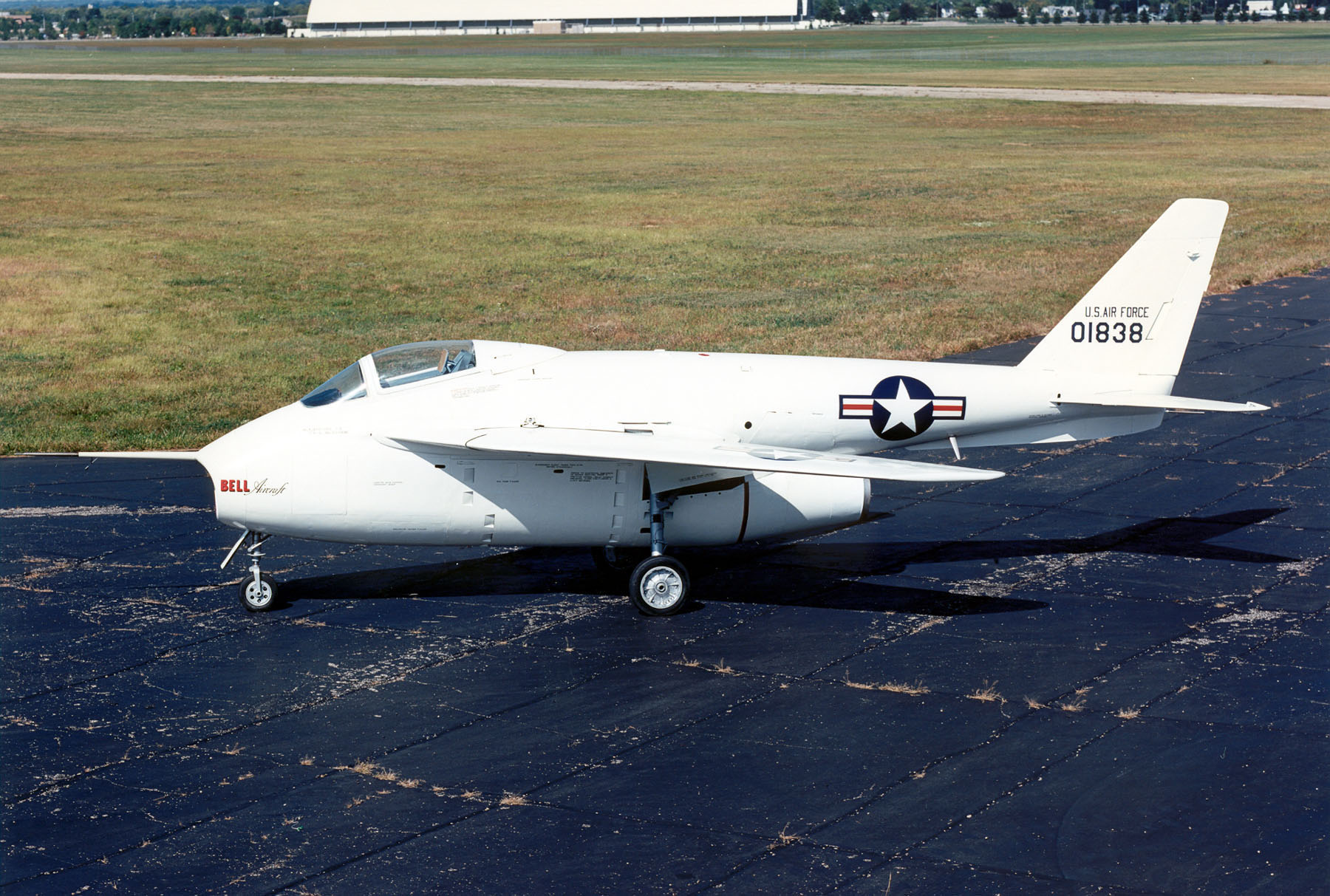
Bell X-5

| Messerschmitt P.1101 V1 | první vzorek výzkumného letounu                 |
| veličina                | data                                            |
| užívání                 | výzkumný letoun s proměnlivým šípem             |
| motor                   | tryskový motor Junkers Jumo 004-B o tahu 890 kg |
| délka                   | 8,98 m                                          |
| výška                   | 3,50 m                                          |
| rozpětí                 | 8,06 m při šípu 40°                             |
| váha při startu         | 3.250 kg                                        |
| nejvyšší rychlost       | 860 km/h                                        |
| výzbroj                 | žádná, pouze zátěž                              |
| posádka                 | 1 osoba                                         |

| Messerschmitt P.1101 | návrh sériového stroje z 22. února 1945             |
| veličina             | data                                                |
| užívání              | stíhačka, přepadová stíhačka, bombardovací stíhačka |
| motor                | tryskový motor Heinkel HeS 011-A-0 o tahu 1300 kg   |
| délka                | 9,175 m                                             |
| výška                | 3,71 m                                              |
| rozpětí              | 8,06 m při šípu 40°                                 |
| váha při startu      | 4064 kg                                             |
| nejvyšší rychlost    | 985 km/h                                            |
| výzbroj              | čtyři MK 108, dohromady 210 nábojů                  |
| posádka              | 1 osoba                                             |